# Drinking Again (альбом)
Drinking Again — студийный альбом американской певицы Дины Вашингтон, выпущенный в 1962 году на лейбле Roulette Records. Аранжировки альбома подготовил Дон Коста.

## Отзывы критиков
| Оценки критиков                   | Оценки критиков |
| Источник                          | Оценка          |
| --------------------------------- | --------------- |
| AllMusic                          | [ 2 ]           |
| The Encyclopedia of Popular Music | [ 3 ]           |

Из рецензии журнала Billboard: «Дина находится на пике своей формы, и её поддерживают аранжировки Дона Косты, которые очень чувствительны как к её личному стилю, так и к музыке. Некоторые замечательные стандарты полностью обрабатываются Вашингтон, благодаря чему они звучат свежо и по-новому».

## Список композиций
1. «Drinking Again» (Джонни Мерсер, Дорис Таубер) — 3:31
2. «Just Friends» (Джон Кленнер, Сэм М. Льюис) — 3:18
3. «I’m Gonna Laugh You Right Out of My Life» (Сай Коулман, Джозеф А. Маккарти) — 2:53
4. «I’ll Be Around» (Алек Уайлдер) — 2:57
5. «Lament (Love, I Found You Gone)» (Джо Бейли) — 2:17
6. «I Don’t Know You Anymore» (Питер Уделл, Гэри Гелд) — 2:49
7. «Baby Won’t You Please Come Home» (Чарльз Уорфилд, Кларенс Уильямс) — 2:08
8. «Lover Man (Oh, Where Can You Be?)» (Джимми Дэвис, Роджер Рамирес, Джеймс Шерман) — 3:03
9. «The Man That Got Away» (Гарольд Арлен, Айра Гершвин) — 3:34
10. «For All We Know» (Дж . Фред Кутс, Сэм М. Льюис) — 3:15
11. «Say It Isn’t So» (Ирвинг Берлин) — 3:10
12. «On the Street of Regret» (Джон Кленнер, Пит Вендлинг) — 2:14

## Участники записи
- Дина Вашингтон — вокал
- Дон Коста — аранжировщик

## Чарты
| Чарт (1962)              | Высшая позиция |
| ------------------------ | -------------- |
| США (Billboard Top LP’s) | 78             |